# Pseudocordulia elliptica
Pseudocordulia elliptica – gatunek ważki z rodziny Synthemistidae. Endemit Australii; występuje nad strumieniami w lasach deszczowych w północno-wschodnim Queenslandzie.